# Balón intraaórtico de contrapulsación
El balón intraaórtico de contrapulsación, o balón de contrapulsación intraaortico (BCIA) es un balón alargado, usualmente de látex, conectado a un catéter y que se coloca en la aorta descendente como parte principal de un sistema de asistencia circulatoria mecánica intracorpórea temporal, con el objetivo de mejorar el aporte de oxígeno al miocardio y reducir la carga de trabajo del corazón, en pacientes con trastornos de la función circulatoria y un estado alterado de su hemodinámica como consecuencia de hipovolemia, infarto, sobrecarga de volumen o trastornos mecánicos.

## Mecanismo de acción
El balón es inflado en diástole y desinflado en presistole en forma sincrónica con el ciclo cardiaco mediante una consola que insufla y extrae helio del balón. La mejoría de aporte de oxígeno al miocardio y la reducción de la carga de trabajo del corazón se logra mediante la contrapulsación, es decir al inflado del balón en la diástole lo que tiene como resultado un aumento de la presión durante la diástole en el compartimiento proximal y del flujo sanguíneo coronario y por lo tanto la mejoría de la perfusión del miocardio, simultáneamente durante la sístole se desinfla en forma rápida, disminuyendo el consumo de oxígeno del miocardio en el ventrículo izquierdo al reducir la presión sistólica aórtica y por lo tanto la tensión sistólica ventricular.

## Técnica de implantación
Generalmente el balón se inserta vía percutánea pero en algunos casos puede hacerse vía abierta (o por disección) femoral o transaortica Se coloca en la aorta descendente después (o a la izquierda) de la arteria subclavia.

## Indicaciones
En general con la contrapulsación lo que se busca es la mejoría hemodinámica y metabólica en pacientes con patologías cardíacas y colapso circulatorio como:
- Shock postcardiotomia
- Isquemia perioperatoria.
- Insuficiencia primaria del miocardio.
- Insuficiencia mitral aguda debida a rotura papilar.
- Como puente o soporte circulatorio en espera de trasplante
- Como complemento a los dispositivos de asistencia ventricular
- Como preparación para cirugía cardiaca en caso de fallo en procedimientos percutáneos

## Contraindicaciones[4]
- Disección aórtica
- Insuficiencia aórtica significativa
- Aneurismas torácicos
- Insuficiencia vascular periférica grave
- Discracias sanguíneas

## Complicaciones[4][6]
- La isquemia de una extremidad secundaria a la obstrucción física del vaso, a la trombosis o a la embolización distal es una de las complicaciones más frecuentes
- Lesión de los vasos sanguíneos. o disección aórtica o rotura iliaca o aórtica,
- Tromboembolismo,
- Colocación incorrecta, que puede provocar isquemia intestinal o insuficiencia aórtica.
- Trombocitopenia y hemólisis por la acción mecánica del inflado y desinflado repetidos.
- Infección de la zona de inserción y sepsis.
- Una complicación menos frecuentes es la ruptura del balón que puede causar un episodio cerebrovascular por embolia de helio.